# 汉阳西湖
汉阳西湖是一个位于中国湖北省武汉市的淡水湖，面积约为8.18平方千米，属于长江区。它的一级流域为长江流域，二级流域为长江干流水系。